# Corpus Islamo-Christianum
Das Corpus Islamo-Christianum (CISC) ist ein von dem katholischen Theologen Ludwig Hagemann und dem melkitisch-katholischen Theologen Adel Theodor Khoury im Jahr 1985 begründetes und nunmehr von dem Klassischen und neulateinischen Philologen Reinhold F. Glei, Ruhr-Universität Bochum, herausgegebenes wissenschaftliches Editionscorpus, in dem die gesamte christliche Quellenliteratur der geistigen Auseinandersetzung des Christentums mit dem Islam gesammelt und zugänglich gemacht werden soll.

## Projektbeschreibung
Absicht des Unternehmens ist es, Material für eine Geschichte der theoretischen Durchdringung der jeweils anderen Religion bereitzustellen, polemische, apologetische und harmonisierende Tendenzen in ihrer jeweiligen Bedeutung sichtbar zu machen und aktuelle Bemühungen um Verständigung zwischen Christen und Muslimen in ihre geistige Tradition zu stellen.
Das Corpus christlicher Texte zum Islam erfasst Schriften verschiedener Provenienz vom 7. bis ins 16. Jahrhundert: theologische Dispute und Kontroversen, polemische und apologetische Schriften von christlicher und islamischer Seite, Traktate von Orientmissionaren, Pilgererzählungen, Kreuzzugsberichte und Anderes.
Die Texte werden nach der Sprache, in der sie ursprünglich verfasst wurden, verschiedenen Reihen zugeordnet (bisher gibt es je eine griechische, lateinische, arabisch-christliche und koptische Reihe; eine syrische sowie weitere Reihen sind geplant) und nach den vorliegenden Handschriften und Drucken  textkritisch ediert, kommentiert und ins Deutsche, Englische oder Französische (ggf. auch in andere moderne Fremdsprachen) übersetzt. Zu den bisher edierten Autoren und Texten gehören
- in der Series Graeca:

Georgios Trapezuntios, Bartholomaios von Edessa, Johannes von Damaskus, Theodor Abū Qurra, Manuel II. Palaiologos, Niketas von Byzanz, Johannes Kantakuzenos, Arethas und Euthymios Zigabenos und Fragmente der griechischen Koranübersetzung
geplant: Demetrios Kydones
- in der Series Latina:

Petrus Venerabilis, Thomas von Aquin, Raimundus Martinus, Wilhelm von Tripolis, Ricoldus de Montecrucis, Martin Luther, Juan de Segovia
geplant: Juan de Torquemada, Pius II., Petrus Martyr, Alphonsus Bonihominis und ein Text über die Fragen des Juden Abdia an den Propheten Mohammed in der christlichen Tradition
- in der Series Arabica–Christiana:

Paulus von Antiochia und Texte arabisch-christlicher Theologen vom 7. bis zum 12. Jh.
- in der Series Coptica:

eine dem Athanasius fälschlich zugeschriebene Predigt
geplant: die Vita des Bischofs Pesunthius (Pesyntheus) von Koptos und die sogenannte 14. Danielsvision
- in der Series Armenia:

eine Anthologie armenischer Texte zum Islam
Aus der Reihe der Bearbeiter und Übersetzer sind neben den genannten Herausgebern des Corpus der Bochumer Altphilologe Karl Förstel und der libanesische Religionsphilosoph Paul Khoury, der Bruder von Adel Theodor Khoury, hervorzuheben.
Aktuelle Bedeutsamkeit für das Verhältnis von Christentum und Islam erlangte das Corpus dadurch, dass hier die Dialoge Manuels II. Palaiologos ediert und ins Deutsche übersetzt sind, aus denen Papst Benedikt XVI. in seiner Regensburger Rede am 12. September 2006 ein umstrittenes Zitat anführte (allerdings unter Bezugnahme auf die französische Ausgabe des Texts durch Adel Theodor Khoury von 1966).
Nach wechselhafter Verlagsgeschichte erscheint das CISC ab dem Jahr 2008 im Harrassowitz-Verlag, Wiesbaden.